# 독일 연방
독일 연방(독일어: Deutscher Bund 도이처 분트[*])은 1806년 붕괴된 신성로마제국의 연방국가들을 모아, 1815년 현재의 독일과 오스트리아, 룩셈부르크 지역을 포함하여 성립된 국가이다. 빈 회의에서 그 성립이 결정되었으며, 1866년 프로이센-오스트리아 전쟁이 종전되자 붕괴되었다.

## 독일 연방의 구성국
빈 회의에서는 독일 연방의 구성국가를 38개로 정하여 그동안 잡다하게 난립해 있던 영방국가들을 정리했다. 구성국들은 다음과 같다.
- 오스트리아 제국과 프로이센 왕국이 연방의 주도국가였으며, 특히 오스트리아는 연방의회의 의장국이었다. 오스트리아의 영토 중 일부(헝가리와 롬바르디아, 베네치아, 달마티아 등)와 프로이센의 영토 중 일부(동프로이센, 포젠 공령 등)는 신성로마제국의 영역이 아니었기 때문에 이를 승계한 국가인 연방의 영역으로부터도 제외되었다. 이로 인하여 양국의 군대 중 많은 부분도 연방군에 포함되지 않게 되었으며, 그 결과 이 두 국가는 지금까지 그래왔던 것처럼 독립국으로 행세할 수 있었다. 일례로 1864년 덴마크에 대한 공동 개입에서 두 국가는 연방의 깃발 아래 싸우지 않았다(→오토 폰 비스마르크). 두 국가는 연방의회에서 각각 1표를 행사할 수 있었다.

- 덴마크의 국왕은 홀슈타인 공국의 공작으로서(1864년까지), 네덜란드의 국왕은 룩셈부르크 대공국의 대공으로서, 영국의 왕은 하노버 왕국의 왕으로서(1837년까지) 연방의회에서 각각 1표를 행사할 수 있었다.

- 6개의 비교적 큰 구성국도 각각 1표를 행사할 수 있었다. 이들은 바이에른 왕국, 작센 왕국, 뷔르템베르크 왕국, 헤센 대공국, 바덴 대공국, 헤센 대공국이다.

- 나머지 23개의 군소국가들은 연방의회에서 총 5표를 나누어 행사할 수 있었다.

- 뤼베크, 프랑크푸르트, 브레멘, 함부르크의 4개 자유시는 총 1표를 나누어 행사할 수 있었다.

## 성립과 해체
1806년부터 1815년까지 프랑스의 경계가 라인강까지 확장되고 나폴레옹은 라인강의 동안에 라인 연방을 창설했다. 나폴레옹의 몰락 이후 빈 회의에서 프랑스의 경계를 1789년의 국경으로 되돌리고, 라인란트의 대부분을 프로이센에 귀속시키며, 독일의 영방국가들을 모아 38개로 정리하고, 이들과 라인 동맹, 오스트리아, 프로이센 등을 합쳐 완전한 단일 주권을 가지는 독일 연방을 창설할 것을 결정했다.
연방의 구성국들은 연방에 적대하는 동맹에 가담할 수 없었으며, 외세의 침입에 공동으로 방어하고 이를 위하여 연방군을 형성했다. 또한 구성국들은 마인츠, 울름, 라슈타트, 란다우, 룩셈부르크의 요새를 공동으로 유지했다. 연방의회는 오스트리아를 의장국으로 하여 연방의 수도 프랑크푸르트에서 열렸다.
1848년 혁명으로 연방의 기능은 정지되었다. 프랑크푸르트 국민의회가 소집되었고 새로운 입헌주의 독일 제국을 형성하기 위한 헌법의 심의가 이루어졌다. 그러나 자유주의적 혁명의 불길은 곧 사그러들었고, 프랑크푸르트 국민의회가 의결한 헌법안과 프로이센의 프리드리히 빌헬름 4세를 새로운 독일 제국의 황제로 한다는 결의안은 당사자를 포함한 각 구성국 군주들로부터 거절당했다. 혁명이 진압된 후 1850년 연방의 기능은 회복되었다.
자유주의 혁명이 아닌 새로운 요소가 연방의 존립을 위협하기 시작했다. 두 보수 왕국, 프로이센과 오스트리아간의 갈등은 점차 심해졌다. 1866년 프로이센-오스트리아 전쟁의 결과, 연방은 와해되었다. 프로이센을 중심으로 하는 새로운 북독일 연방, 오스트리아-헝가리 제국, 바이에른 왕국, 뷔르템베르크 왕국, 바덴 대공국, 헤센 대공국, 룩셈부르크 대공국으로 연방은 분할되었다. 그간 독일 지역에서 연방이라 칭한 것들의 실체와는 달리 북독일 연방은 최초의 진정한 연방국가였다. 그 경계는 서쪽과 남쪽으로는 옛 독일 연방의 영토 중 마인강 이북까지, 동쪽으로는 프로이센 왕국의 동프로이센 영지까지, 북쪽으로는 역시 프로이센령인 슐레스비히까지였다.
그러나,경제적으로는 영국에게 무역에서 의존도가 높았으며 1845년기준 무역량의 26%였다
1870년 프랑스-프로이센 전쟁의 결과, 북독일 연방이 남아 있던 남독일 국가들을 흡수했다. 1871년 1월 18일 옛 독일 연방의 구성국 중 오스트리아, 룩셈부르크, 리히텐슈타인을 제외한 모든 국가를 포함하는 독일 제국이 성립하였다.

## 같이 보기
- 신성 로마 제국
- 빈 회의
- 1848년 혁명
- 프랑크푸르트 국민의회
- 북독일 연방
- 독일 제국